# Sheikh Jamal Dhanmondi Club
Lo Sheikh Jamal Dhanmondi Club è una società calcistica bengalese con sede nella città di Dhanmondi Thana. Milita nella Bangladesh League.

## Palmarès

### Competizioni nazionali
- Campionato bengalese: 3

2010–2011, 2013-2014, 2015
- Coppa del Bangladesh: 2

2011–2012, 2013–2014
- Budha Subba Gold Cup: 1

2000
- Pokhara Cup: 1

2011

### Altri piazzamenti
- Campionato bengalese:

Secondo posto: 2017-2018, 2021
- Coppa del Bangladesh:

Finalista: 2010, 2012

## Organico

### Rosa 2014-2015
| N. |                       | Ruolo | Calciatore                   |
| -- | --------------------- | ----- | ---------------------------- |
| 1  | Bangladesh (bandiera) | P     | Shahidul Yousuf Sohel        |
| 2  | Bangladesh (bandiera) | D     | Nasiruddin Chowdhury         |
| 3  | Bangladesh (bandiera) | D     | Kesto Kumar Bose             |
| 4  | Bangladesh (bandiera) | D     | Yeamin Ahmed Chowdhury Munna |
| 6  | Bangladesh (bandiera) | D     | Mohammad Linkon              |
| 7  | Gambia (bandiera)     | C     | Landing Darboe               |
| 8  | Bangladesh (bandiera) | C     | Mamunul Islam                |
| 9  | Bangladesh (bandiera) | A     | Shakhawat Hossain Rony       |
| 10 | Haiti (bandiera)      | A     | Wedson Anselme               |
| 11 | Bangladesh (bandiera) | A     | Toklis Ahmed                 |
| 12 | Bangladesh (bandiera) | C     | Jamal Bhuyan                 |
| 15 | Bangladesh (bandiera) | C     | Sheikh Alamgir Kabir Rana    |

| N. |                       | Ruolo | Calciatore             |
| -- | --------------------- | ----- | ---------------------- |
| 16 | Bangladesh (bandiera) | C     | Monaem Khan Raju       |
| 17 | Bangladesh (bandiera) | C     | Sohel Rana             |
| 18 | Bangladesh (bandiera) | C     | Rubel Miya             |
| 19 | Bangladesh (bandiera) | D     | Didarul Haque          |
| 21 | Bangladesh (bandiera) | D     | Yeasin Khan            |
| 22 | Bangladesh (bandiera) | P     | Maksudur Rahman Mostak |
| 23 | Bangladesh (bandiera) | P     | Mazharul Islam Himel   |
| 25 | Bangladesh (bandiera) | P     | Osman Gani             |
| 27 | Bangladesh (bandiera) | D     | Raihan Hasan           |
| 35 | Bangladesh (bandiera) | C     | Anamul Haque Sharif    |
| 77 | Haiti (bandiera)      | A     | Leonel Saint-Preux     |
| 99 | Nigeria (bandiera)    | A     | Emeka Darlington       |

### Staff tecnico
- Joseph Afusi - Allenatore
- Mahidur Rahaman Miraj - Assistente
- Ariel Colman - Trainer
- Maruful Haq - Direttore tecnico